# Eliminacje do Mistrzostw Europy w Piłce Nożnej 2012/Grupa C
W grupie C biorą udział następujące zespoły:
- Włochy
- Serbia
- Irlandia Północna
- Słowenia
- Estonia
- Wyspy Owcze

## Tabela
| Zespół            | Pkt | M  | W | R | P | Br+ | Br− | +/− |
| ----------------- | --- | -- | - | - | - | --- | --- | --- |
| Włochy *          | 26  | 10 | 8 | 2 | 0 | 20  | 2   | +18 |
| Estonia           | 16  | 10 | 5 | 1 | 4 | 15  | 14  | +1  |
| Serbia *          | 15  | 10 | 4 | 3 | 4 | 13  | 12  | +1  |
| Słowenia          | 14  | 10 | 4 | 2 | 4 | 11  | 7   | +4  |
| Irlandia Północna | 9   | 10 | 2 | 3 | 5 | 9   | 13  | −4  |
| Wyspy Owcze       | 4   | 10 | 1 | 1 | 8 | 6   | 26  | −20 |

|                   | Włochy | Serbia | Irlandia Północna | Słowenia | Estonia | Wyspy Owcze |
| ----------------- | ------ | ------ | ----------------- | -------- | ------- | ----------- |
| Włochy            | X      | 3:0*   | 3:0               | 1:0      | 3:0     | 5:0         |
| Serbia            | 1:1    | X      | 2:1               | 1:1      | 1:3     | 3:1         |
| Irlandia Północna | 0:0    | 0:1    | X                 | 0:0      | 1:2     | 4:0         |
| Słowenia          | 0:1    | 1:0    | 0:1               | X        | 1:2     | 5:1         |
| Estonia           | 1:2    | 1:1    | 4:1               | 0:1      | X       | 2:1         |
| Wyspy Owcze       | 0:1    | 0:3    | 1:1               | 0:2      | 2:0     | X           |

* Zwycięstwo Włoch przyznane walkowerem

## Wyniki
| 11 sierpnia 2010 19:00 CET | Estonia · Saag 90+1' · Piiroja 90+3' | 2:1(0:1)Raport | Wyspy Owcze · Edmundsson 28' | A. Le Coq Arena, Tallinn Widzów: 5 470 Sędzia: Ante Vučemilović-Šimunović Jr. |
|                            |                                      |                |                              |                                                                               |

| 3 września 2010 19:00 | Wyspy Owcze | 0:3(0:2)Raport | Serbia · Lazović 14' · Stanković 18' · Žigić 90+2' | Tórsvøllur, Thorshavn Widzów: 1 847 Sędzia: Alaksiej Kulbakou |
|                       |             |                |                                                    |                                                               |

| 3 września 2010 20:30 | Estonia · Zenjov 31' | 1:2(1:0)Raport | Włochy · Cassano 60' · Bonucci 64' | A. Le Coq Arena, Tallinn Widzów: 8 600 Sędzia: Carlos Velasco Carballo |
|                       |                      |                |                                    |                                                                        |

| 3 września 2010 20:45 | Słowenia | 0:1(0:0)Raport | Irlandia Północna · Evans 70' | Stadion Ljudski vrt, Maribor Widzów: 11 582 Sędzia: Pavel Cristian Balaj |
|                       |          |                |                               |                                                                          |

| 7 września 2010 20:30 | Serbia · Žigić 86' | 1:1(0:0)Raport | Słowenia · Novakovič 63' | Stadion Crvena Zvezda, Belgrad Widzów: 12 000 Sędzia: Olegário Benquerença |
|                       |                    |                |                          |                                                                            |

| 7 września 2010 20:50 | Włochy · Gilardino 11' · De Rossi 22' · Cassano 27' · Quagliarella 80' · Pirlo 90' | 5:0(3:0)Raport | Wyspy Owcze | Artemio Franchi, Florencja Widzów: 19 266 Sędzia: Albert Toussaint |
|                       |                                                                                    |                |             |                                                                    |

| 8 października 2010 20:30 | Serbia · Kuzmanović 60' | 1:3(0:0)Raport | Estonia · Kink 63' · Vassiljev 73' · Luković 90+1' (sam.) | Stadion Partizana, Belgrad Widzów: 12 000 Sędzia: Maksim Layushkin |
|                           |                         |                |                                                           |                                                                    |

| 8 października 2010 20:45 | Irlandia Północna | 0:0(0:0)Raport | Włochy | Windsor Park, Belfast Widzów: 15 200 Sędzia: Tony Chapron |
|                           |                   |                |        |                                                           |

| 8 października 2010 20:45 | Słowenia · Matavž 25', 35', 65' · Novakovič 72' (k) · Dedič 84' | 5:1(2:0)Raport | Wyspy Owcze · Mouritsen 90+3' | Stadion Stožice, Lublana Widzów: 15 750 Sędzia: Stanislav Todorov |
|                           |                                                                 |                |                               |                                                                   |

| 12 października 2010 17:00 | Wyspy Owcze · Holst 60' | 1:1(0:0)Raport | Irlandia Północna · Lafferty 76' | Svangaskarð, Toftir Widzów: 1 921 Sędzia: Cyril Zimmermann |
|                            |                         |                |                                  |                                                            |

| 12 października 2010 20:30 | Estonia | 0:1(0:0)Raport | Słowenia · Sidorenkow 66' (sam.) | A. Le Coq Arena, Tallinn Widzów: 5 722 Sędzia: Tommy Skjerven |
|                            |         |                |                                  |                                                               |

| 12 października 2010 20:50 | Włochy | 3:0 (wo.)Raport | Serbia | Stadio Luigi Ferraris, Genoa Sędzia: Craig Thomson |
|                            |        |                 |        |                                                    |

| 25 marca 2011 20:45 | Słowenia | 0:1(0:0)Raport | Włochy · Motta 73' | Stadion Stožice, Lublana Widzów: 15 790 Sędzia: Felix Brych |
|                     |          |                |                    |                                                             |

| 25 marca 2011 20:45 | Serbia · Pantelić 65' · Tošić 74' | 2:1(0:1)Raport | Irlandia Północna · McAuley 40' | Stadion Crvena Zvezda, Belgrad Widzów: 350 Sędzia: Serge Gumienny |
|                     |                                   |                |                                 |                                                                   |

| 29 marca 2011 19:45 | Irlandia Północna | 0:0(0:0)Raport | Słowenia | Windsor Park, Belfast Widzów: 14 200 Sędzia: Björn Kuipers |
|                     |                   |                |          |                                                            |

| 29 marca 2011 21:30 | Estonia · Vassiljev 84' | 1:1(0:1)Raport | Serbia · Pantelić 38' | A. Le Coq Arena, Tallinn Widzów: 5 185 Sędzia: Bas Nijhuis |
|                     |                         |                |                       |                                                            |

| 3 czerwca 2011 18:30 | Wyspy Owcze | 0:2(0:1)Raport | Słowenia · Matavž 29' · Baldvinsson 47' (sam.) | Svangaskarð, Toftir Widzów: 974 Sędzia: Oliver Drachta |
|                      |             |                |                                                |                                                        |

| 3 czerwca 2011 20:50 | Włochy · Rossi 21' · Cassano 39' · Pazzini 68' | 3:0(1:0)Raport | Estonia | Stadio Alberto Braglia, Modena Widzów: 19 434 Sędzia: Alexandru Dan Tudor |
|                      |                                                |                |         |                                                                           |

| 7 czerwca 2011 20:30 | Wyspy Owcze · Benjaminsen 43' (k) · Hansen 48' | 2:0(1:0)Raport | Estonia | Svangaskarð, Toftir Widzów: 1 715 Sędzia: Antti Munukka |
|                      |                                                |                |         |                                                         |

| 10 sierpnia 2011 19:45 | Irlandia Północna · Hughes 5' · Davis 66' · McCourt 71', 88' | 4:0(1:0)Raport | Wyspy Owcze | Windsor Park, Belfast Widzów: 13 183 Sędzia: Emir Alecković |
|                        |                                                              |                |             |                                                             |

| 2 września 2011 19:45 | Wyspy Owcze | 0:1(0:1)Raport | Włochy · Cassano 11' | Tórsvøllur, Thorshavn Widzów: 5 654 Sędzia: Tamás Bognar |
|                       |             |                |                      |                                                          |

| 2 września 2011 20:45 | Słowenia · Matavž 78' | 1:2(0:1)Raport | Estonia · Wasiljew 29' (k) · Purje 81' | Stadion Ljudski vrt, Maribor Widzów: 15 480 Sędzia: Stephan Studer |
|                       |                       |                |                                        |                                                                    |

| 2 września 2011 19:45 | Irlandia Północna | 0:1(0:0)Raport | Serbia · Pantelić 66' | Windsor Park, Belfast Widzów: 15 148 Sędzia: Thomas Einwaller |
|                       |                   |                |                       |                                                               |

| 6 września 2011 20:45 | Włochy · Pazzini 85' | 1:0(0:0)Raport | Słowenia | Stadio San Nicola, Bari Widzów: 18 000 Sędzia: Svein Oddvar Moen |
|                       |                      |                |          |                                                                  |

| 6 września 2011 20:30 | Serbia · Jovanović 6' · Tošić 22' · Kuzmanović 69' | 3:1(2:1)Raport | Wyspy Owcze · Benjaminsen 37' | Stadion Crvena Zvezda, Belgrad Widzów: 7 500 Sędzia: Arman Amirkhanyan |
|                       |                                                    |                |                               |                                                                        |

| 6 września 2011 20:30 | Estonia · Vunk 28' · Kink 32' · Zenjov 60' · Saag 90+3' | 4:1(2:1)Raport | Irlandia Północna · Piiroja 40' (sam.) | A. Le Coq Arena, Tallinn Widzów: 8 660 Sędzia: Daniel Stålhammar |
|                       |                                                         |                |                                        |                                                                  |

| 7 października 2011 20:45 | Irlandia Północna · Davis 22' | 1:2(1:0)Raport | Estonia · Wasiljew 77' (k), 84' | Windsor Park, Belfast Widzów: 12 604 Sędzia: Manuel Gräfe |
|                           |                               |                |                                 |                                                           |

| 7 października 2011 20:45 | Serbia · Ivanović 26' | 1:1(1:1)Raport | Włochy · Marchisio 2' | Stadion Crvena Zvezda, Belgrad Widzów: 35 000 Sędzia: Pedro Proença |
|                           |                       |                |                       |                                                                     |

| 11 października 2011 20:45 | Włochy · Cassano 21', 53' · McAuley 74' (sam.) | 3:0(1:0)Raport | Irlandia Północna | Stadio Friuli, Udine Widzów: 19 480 Sędzia: Antonio Mateu Lahoz |
|                            |                                                |                |                   |                                                                 |

| 11 października 2011 20:45 | Słowenia · Vršič 45' | 1:0(1:0)Raport | Serbia | Stadion Ljudski vrt, Maribor Widzów: 9 848 Sędzia: Frank De Bleeckere |
|                            |                      |                |        |                                                                       |